# Heinrich Majus

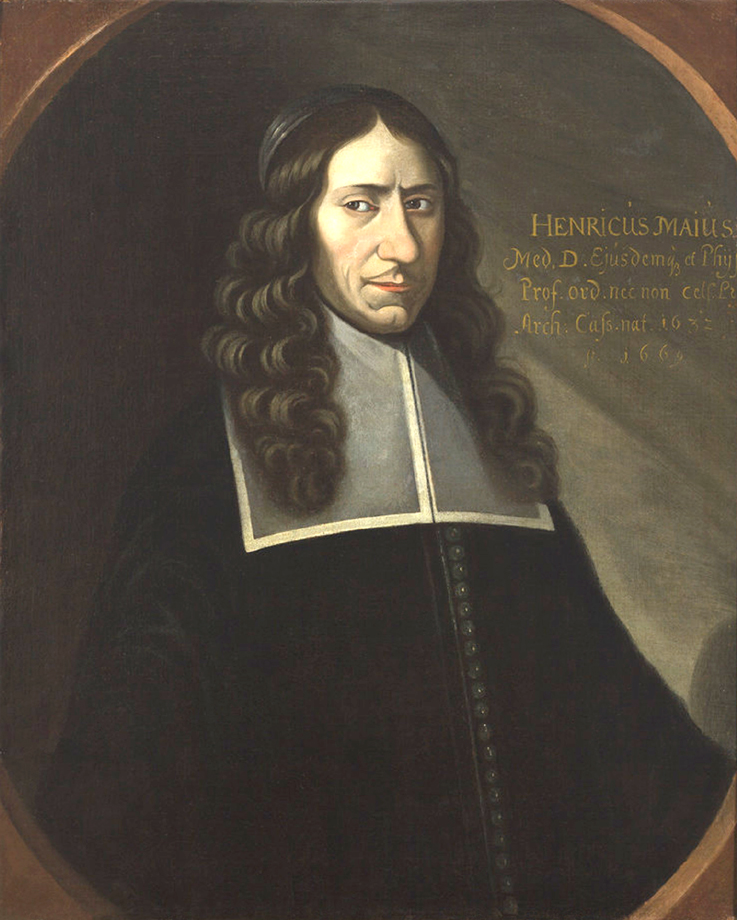
Heinrich Majus

Heinrich Majus (auch: Henricus May; * 7. Februar 1632 in Cassel; † 31. Dezember 1696 in Rinteln) war ein deutscher Mediziner und Physiker.

## Leben
Der Sohn des Hofdiakons in Kassel und späteren Archidiakons der Freiheitsgemeinde Mag. Johann Majus (* 6. Dezember 1599; † 15. März 1640 in Kassel) und dessen Ehefrau Catharina († 7. Januar 1685 in St. Goar), die Tochter des Kammerschreibers Daniel Schild, hatte bereits in Kinderjahren seinen Vater verloren. Da seine Mutter am 16. September 1647 mit Johannes Crocius eine erneute Ehe einging, hatte er gute Voraussetzungen gehabt sich zu entwickeln.
Seine ersten philosophischen und medizinischen Studien begann er an der Universität Kassel, setzte diese in Berlin, an der Universität Frankfurt (Oder) und in Hamburg fort. Anschließend absolvierte er eine Kavaliersreise nach Holland, wobei er die Universität Leiden, die Universität Franeker und die Universität Groningen frequentierte. In Groningen wurde er im Dezember 1657 zum Doktor der Medizin promoviert, wurde 1658 Stadtphysikus in Kassel, 1665 Professor der Medizin an der Universität Rinteln und Ostern 1669 Professor der Physik und Medizin an der Universität Marburg.
1672 ernannte man ihn zum fürstlich hessischen Leibarzt. 1682 legte er kurzzeitig seine Marburger Professur nieder, begab sich nach Kassel und wurde am 5. März 1658 wieder Professor der Medizin an der Universität Rinteln. Er hatte sich auch an den organisatorischen Aufgaben der Hochschulen beteiligt. So war er in den Jahren 1667 1688, 1689 und 1696 Rektor der Alma Mater in Rinteln sowie in den Jahren 1671 und 1681 Rektor der Hochschule in Marburg.
Heinrich Majus starb am 31. Dezember 1696 in Rinteln. Sein Leichnam wurde am 8. Januar in Rintelns reformierter Kirche beigesetzt.

## Familie
May war zwei Mal verheiratet. Seine erste Ehe ging er am 19. August 1662 mit Dorothea ein (* 30. November 1630; † 12. Februar 1670), der Tochter des hessischen Oberleutnants Heinrich Gleim. Aus der Ehe stammen drei Kinder. Danach schloss er am 2. Oktober 1672 mit Magdalene, der Tochter des hessen kasselischen Rats David Hartmann, seine zweite Ehe. Aus der Ehe gingen acht Kinder hervor. Von den Kindern sind bekannt:
- Catharina Henriette verh. 14. Oktober 1698 mit Lic. jur Nikolaus Storch
- Anne Marie verh. 23. April 1700 mit dem Registrator in Hersfeld Carl Ludwig Koppen
- Catharine Juliane verh. 16. September 1732 mit dem Hoftapetenmaler in Kassel Johann Wilhelm Faust
- Tochter NN. († 1631 in Kassel)

## Werke
Majus hatte während seiner Hochschulzeit Disputationen bei zahlreichen Responenten agiert. Zudem erscheint er als eigenständiger Autor bei den Werken:
- Diss. inaug. med. (pro Gr.Dr.) de fomnambulatione. Groningen 1657
- Oratio inaug. de vitæ humanæ brevirate et artis Apollineæ longitudine. Rinteln 1665
- Progr. invit. ad Anatomiam publ. Rinteln 1668
- Vale, cum e celeberr. Rinthelicns. Academia ad antiquiss. Marpurgens. Academiam transferietur. Rinteln 1669
- Physicae veteris novæ adornatæ, ad Democriti principia, a Gassendo, Verulamio, Boylæo, Derodone, Digbaeo aliisque redintegrata, synopsis. Frankfurt 1688
- Disp. de morbo castrensi, quem vulgus cephalalgiam epidemicam vocitat. Rinteln 1691
- Pax philofophornm, d.i. Vereinigung der Aristotelischen und Cartesianischen Philosophie. 1691
- Physiologia medica novo-antiqua. Rinteln, 1695